# Dimensiune Krull
În algebra comutativă, dimensiunea Krull a unui inel comutativ R, numit după Wolfgang Krull, este supremumul lungimilor tuturor lanțurilor de ideale prime. Dimensiunea Krull nu este neapărat finită, nici măcar în cazul inelelor noetheriene. Mai general, dimensiunea Krull poate fi definită pentru module peste inele eventual necomutative ca abaterea mulțimii parțial ordonate de submodule.
Dimensiunea Krull a fost introdusă pentru a oferi o definiție algebrică a dimensiunii unei varietăți algebrice: dimensiunea varietății afine definite de un ideal I într-un inel de polinoame R este dimensiunea Krull a lui R/I.
Un corp comutativ k are dimensiunea Krull 0; mai general, k[x1, ..., xn] are dimensiunea Krull n. Un domeniu cu ideale principale care nu este corp are dimensiunea Krull 1. Un inel local are dimensiunea Krull 0 dacă și numai dacă fiecare element al idealului său maximal este nilpotent.
Există mai multe moduri care au fost folosite pentru a defini dimensiunea unui inel. Cele mai multe dintre ele coincid cu dimensiunea Krull pentru inelele noetheriene, dar pot diferi pentru inelele care nu sunt noetheriene.

## Explicație
Spunem că un lanț de ideale prime de forma {\displaystyle {\mathfrak {p}}_{0}\subsetneq {\mathfrak {p}}_{1}\subsetneq \ldots \subsetneq {\mathfrak {p}}_{n}} are lungimea n. Așadar, lungimea este numărul de incluziuni stricte, nu numărul de ideale prime; acestea diferă cu 1. Definim dimensiunea Krull a lui {\displaystyle R} ca fiind supremumul lungimimilor tuturor lanțurilor de ideale prime din {\displaystyle R}.
Fiind dat un ideal prim {\displaystyle {\mathfrak {p}}} în R, definim înălțimea lui {\displaystyle {\mathfrak {p}}}, notată {\displaystyle \operatorname {ht} ({\mathfrak {p}})}, drept supremumul lungimilor tuturor lanțurilor de ideale prime conținute în {\displaystyle {\mathfrak {p}}}, adică {\displaystyle {\mathfrak {p}}_{0}\subsetneq {\mathfrak {p}}_{1}\subsetneq \ldots \subsetneq {\mathfrak {p}}_{n}={\mathfrak {p}}}. Cu alte cuvinte, înălțimea lui Nu s-a putut interpreta (MathML cu fallback pe SVG sau PNG (recomandat pentru browserele moderne și uneltele de accesibilitate): Răspuns incorect („Math extension cannot connect to Restbase.”) de la serverul „http://localhost:6011/ro.wikipedia.org/v1/”:): {\displaystyle \mathfrak{p}}
 este dimensiunea Krull a localizării lui R la {\displaystyle {\mathfrak {p}}}. Un ideal prim are înălțimea zero dacă și numai dacă este un ideal prim minimal. Dimensiunea Krull a unui inel este supremumul înălțimilor tuturor idealelor maximale, sau ale tuturor idealelor prime. Înălțimea este uneori numită și codimensiunea, rangul sau altitudinea unui ideal prim.
Într-un inel noetherian, fiecare ideal prim are înălțime finită. Cu toate acestea, Nagata a dat un exemplu de inel Noetherian de dimensiune Krull infinită. Un inel se numește catenar dacă orice incluziune {\displaystyle {\mathfrak {p}}\subset {\mathfrak {q}}} de ideale prime poate fi extinsă la un lanț maximal de ideale prime între {\displaystyle {\mathfrak {p}}} și {\displaystyle {\mathfrak {q}}}, și oricare două lanțuri maximale între {\displaystyle {\mathfrak {p}}} și {\displaystyle {\mathfrak {q}}} au aceeasi lungime. Un inel se numește catenar universal dacă orice algebră finit generată peste el este catenară. Nagata a dat un exemplu de inel Noetherian care nu este catenar.
Într-un inel noetherian, un ideal prim are înălțime cel mult n dacă și numai dacă este un ideal prim minimal peste un ideal generat de n elemente (teorema înălțimii a lui Krull și reciproca acesteia). Aceasta implică faptul că condiția lanțului descendent este valabilă pentru ideale prime în așa fel încât lungimile lanțurilor care coboară dintr-un ideal prim sunt mărginite de numărul de generatori ai idealului prim.
Mai general, înălțimea unui ideal I este infimumul înălțimilor tuturor idealelor prime care îl conțin pe I. În limbajul geometriei algebrice, aceasta este codimensiunea subvarietății Spec({\displaystyle R}) corespunzătoare lui I.

## Scheme
Din definiția spectrului unui inel Spec(R), spațiul idealelor prime ale lui R echipat cu topologia Zariski, rezultă ușor că dimensiunea Krull a lui R este egală cu dimensiunea spectrului său ca spațiu topologic, adică supremumul lungimilor tuturor lanțurilor de submulțimi închise ireductibile. Aceasta rezultă imediat din conexiunea Galois dintre idealele lui R și submulțimile închise ale lui Spec(R) și din observația că, din definiția lui Spec(R), fiecare ideal prim {\displaystyle {\mathfrak {p}}} al lui R corespunde unui punct generic al submulțimii închise asociate lui {\displaystyle {\mathfrak {p}}} prin conexiunea Galois.

## Exemple
- Dimensiunea unui inel de polinoame peste un corp, k[x1, ..., xn], este numărul de variabile n. În limbajul geometriei algebrice, aceasta spune că spațiul afin de dimensiune n peste un corp are dimensiunea n, cum era de așteptat. În general, dacă R este un inel noetherian de dimensiune n, atunci dimensiunea lui R[x] este n + 1. Dacă se renunță la ipoteza de noetherianitate, atunci dimensiunea lui R[x] poate lua orice valoare între n + 1 și 2n + 1.
- Idealul {\displaystyle {\mathfrak {p}}=(y^{2}-x,y)\subset \mathbb {C} [x,y]} are înălțimea 2 deoarece putem forma lanțul ascendent maximal de ideale prime {\displaystyle (0)={\mathfrak {p}}_{0}\subsetneq (y^{2}-x)={\mathfrak {p}}_{1}\subsetneq (y^{2}-x,y)={\mathfrak {p}}_{2}={\mathfrak {p}}}.
- Dat fiind un polinom ireductibil {\displaystyle f\in \mathbb {C} [x,y,z]}, idealul {\displaystyle I=(f^{3})} nu este prim (căci {\displaystyle f\cdot f^{2}\in I}, dar niciunul dintre factori nu este în Nu s-a putut interpreta (MathML cu fallback pe SVG sau PNG (recomandat pentru browserele moderne și uneltele de accesibilitate): Răspuns incorect („Math extension cannot connect to Restbase.”) de la serverul „http://localhost:6011/ro.wikipedia.org/v1/”:): {\displaystyle I}
), dar se poate calcula ușor înălțimea deoarece cel mai mic ideal prim care îl conține pe {\displaystyle I} este {\displaystyle (f)}.
- Inelul de numere întregi Z are dimensiune 1. Mai general, orice domeniu cu ideale principale care nu este corp are dimensiune 1.
- Un domeniu de integritate este corp dacă și numai dacă dimensiunea sa Krull este zero. Domeniile Dedekind care nu sunt corpuri (de exemplu inelele de valuare discretă) au dimensiune 1.
- Dimensiunea Krull a inelului nul este de obicei definită ca fiind {\displaystyle -\infty } sau {\displaystyle -1}. Inelul nul este singurul inel cu dimensiune negativă.
- Un inel este artinian dacă și numai dacă este noetherian și dimensiunea Krull a sa este ≤0.
- O extindere integrală a unui inel are aceeași dimensiune ca inelul.
- Fie R o algebră peste un corp k care este un domeniu de integritate. Atunci dimensiunea Krull a lui R este cel mult egală cu gradul de transcendență a corpului de fracții a lui R peste k.[7] Egalitatea are loc dacă R este finit generat ca o algebră (de exemplu conform lemei de normalizare a lui Noether).
- Fie R un inel noetherian, I un ideal și {\displaystyle \operatorname {gr} _{I}(R)=\oplus _{0}^{\infty }I^{k}/I^{k+1}} inelul gradat asociat (geometrii îl numesc inelul conului normal al lui I). Atunci {\displaystyle \operatorname {dim} \operatorname {gr} _{I}(R)} este supremumul înălțimilor idealelor maximale ale lui R care îl conțin pe I.[8]
- Un inel noetherian comutativ de dimensiune Krull zero este un produs direct de un număr finit (posibil unu) de inele locale de dimensiune Krull zero.
- Un inel local noetherian se numește inel Cohen–Macaulay dacă dimensiunea sa este egală cu adâncimea sa. Un inel local regulat este un exemplu de astfel de inel.
- Un domeniu de integritate noetherian este un domeniu cu factorizare unică dacă și numai dacă fiecare ideal prim de înălțime 1 este principal.[9]
- Pentru un inel noetherian comutativ, următoarele trei condiții sunt echivalente: a fi un inel redus de dimensiune Krull zero, a fi un corp comutativ sau un produs direct de corpuri comutative, a fi Von Neumann regulat.

## Dimensiunea Krull a unui modul
Dacă R este un inel comutativ, iar M este un R-modul, definim dimensiunea Krull a lui M ca fiind dimensiunea Krull a câtului lui R care îl face pe M un modul fidel. Adică, îl definim prin formula:
{\displaystyle \dim _{R}M:=\dim(R/\operatorname {Ann} _{R}(M))}
unde AnnR(M), anulatorul, este nucleul aplicației naturale R → EndR(M) a lui R în inelul R-endomorfismelor liniare ale lui M.
În limbajul schemelor, modulele finit generate sunt interpretate ca fascicule coerente sau fibre de vectori de rang finit generalizate.

## Pentru inele necomutative
Dimensiunea Krull a unui modul peste un inel posibil necomutativ este definită ca abaterea mulțimii parțial ordonate de submodule ordonată de incluziune. Pentru inelele noetheriene comutative, aceasta coincide cu definiția folosind lanțuri de ideale prime. Cele două definiții pot fi diferite în cazul inelelor comutative care nu sunt noetheriene.